# Fiume Amaseno (alto corso)
Fiume Amaseno (alto corso) este o arie protejată (arie specială de conservare — SAC, sit de importanță comunitară — SCI) din Italia întinsă pe o suprafață de 46 ha, integral pe uscat.

## Localizare
Centrul sitului Fiume Amaseno (alto corso) este situat la coordonatele 41°28′18″N 13°18′48″E / 41.471667°N 13.313333°E.

## Înființare
Situl Fiume Amaseno (alto corso) a fost declarat sit de importanță comunitară în iunie 1995 pentru a proteja 8 specii de animale. Situl a fost protejat și ca arie specială de conservare în decembrie 2016.

## Biodiversitate
Situată în ecoregiunea mediteraneană, aria protejată conține 2 habitate naturale: Cursuri de apă de la nivel de câmpie la nivel montan, cu vegetație Ranunculion fluitantis și Callitricho-Batrachion, Râuri mediteraneene cu debit permanent cu specii de Paspalo-Agrostidion și galerii riverane de Salix și de Populus alba.
La baza desemnării sitului se află mai multe specii protejate:
- păsări (1): pescăruș albastru (Alcedo atthis)
- amfibieni (2): Salamandrina terdigitata, Triturus carnifex
- pești (5): Barbus tyberinus, Cobitis bilineata, Padogobius nigricans, Rutilus rubilio, Telestes muticellus

Pe lângă speciile protejate, pe teritoriul sitului au mai fost identificate 1 specie de plante.